# República Soviètica Eslovaca
La República Soviètica Eslovaca va ser una efímera república autònoma comunista fundada per la República Soviètica Hongaresa durant l'avanç de l'exèrcit revolucionari hongarès en la primavera de 1919. Va ser destruïda per l'avanç dels exèrcits txecs i romanesos amb el suport de la Triple Entesa.

## Antecedents

### La república popular hongaresa
Després de la proclamació de la república popular hongaresa a l'octubre de 1918, el nou ministre per a les nacionalitats es va reunir amb diferents representants de les minories d'Hongria, entre ells els eslovacs. Aquests van rebutjar l'autonomia que se'ls oferia i van mostrar la seva preferència per la formació de Txecoslovàquia.

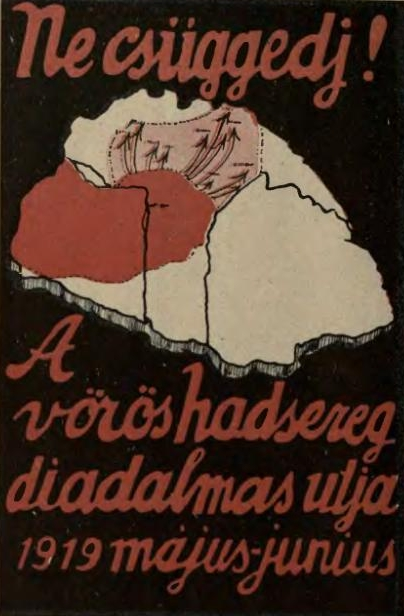
Avanç de l'Exèrcit Roig hongarès a Eslovàquia, segons un cartell de propaganda de l'època.

El territori que forma a partir de 1993 la república d'Eslovàquia va ser ocupat per tropes txeques des de novembre de 1918. Així i tot, el govern hongarès va preparar un pla d'autonomia i va promulgar un estatut d'autonomia per a la regió el 12 de març de 1919. Eslovàquia rebia autonomia en assumptes de justícia, educació i religió, a càrrec d'un parlament autònom. S'assegurava representació eslovaca al parlament de Budapest i es creava un nou ministeri per a assumptes eslovacs.

### La república soviètica hongaresa
El 21 de març de 1919, davant l'ultimàtum de l'Entesa que suposava una nova cessió territorial hongaresa, aquesta vegada a Romania, el govern del president Mihály Károlyi va dimitir, lliurant el poder a una coalició de socialistes i comunistes. El principal polític del nou govern era el comunista Béla Kun, comissari d'Exteriors. Aquest va prometre aplicar polítiques liberals cap a les minories basant-se en el principi d'autodeterminació.
Es van formar comitès nacionals de les diferents minories a Budapest. Es va crear una secció eslovaca dins del partit comunista hongarès amb els treballadors immigrants a Budapest, a la qual es va encarregar tasques de propaganda. A la fi d'abril aquesta secció es va unir a la secció txeca, encara que tots dos grups van actuar sovint separadament.
Mentre el terç magiar de la població d'Eslovàquia -anomenada "Terres Altes" pels magiars i sense límits clars- va afavorir la proclamació de la nova república soviètica a Budapest, el ministre txecoslovac per a Eslovàquia, Vavro Šrobár, va proclamar la llei marcial i va internar als dirigents comunistes per conspiració contra Txecoslovàquia. El ministre de Defensa txecoslovac va ordenar l'ocupació dels territoris assignats per l'Entesa a Txecoslovàquia del 15 al 20 de març de 1919.
El 6 d'abril de 1919 l'Exèrcit Roig hongarès entrava a la capital de Rutènia, Újhorod, teòricament part dels territoris atorgats a Txecoslovàquia. Com a resposta l'Exèrcit txecoslovac va rebre ordres d'atacar als hongaresos el 27 d'abril. L'atac txecoslovac va sobrepassar la línia de demarcació traçada per l'Entesa i els primers ministres britànic i francès, a més del propi representant txecoslovac a París, Edvard Beneš, van condemnar aquesta infracció. Aquesta va permetre a Kun ordenar un contraatac al·legant que es tractava d'una mera defensa davant l'agressió txecoslovaca.
Al començament de maig, després del rebuig de Kun a la proposta de Smuts, representant de l'Entesa, els exèrcits romanesos van començar a avançar cap a Budapest, però es van detenir temporalment en el Tisza. El govern hongarès va iniciar una ofensiva, però va decidir atacar als txecs en comptes d'enfrontar-se als romanesos. L'exèrcit txec s'estimava més feble, hi havia territoris fronterers de gran importància industrial i, a més, els txecs havien traspassat la línia de demarcació establert per l'Entesa i s'havien negat a retirar-se.
L'ofensiva va començar el 20 de maig de 1919, amb quatre cossos d'exèrcit ben armats que aviat van obligar a una ràpida retirada de les dues minses divisions txecoslovaques. El cap de l'estat major Stromfeld va dirigir l'operació que havia de dividir les forces txeques de les romaneses.
EL 30 de maig de 1919 els hongaresos van entrar a Dl.čenec, el 2 de juny a Nové Zámky i el 6 de juny a Košice, continuant el seu avanç en els dies posteriors. Aviat dos terços dels territoris eslovacs van quedar sota control de l'Exèrcit Roig. En dues setmanes l'exèrcit revolucionari havia recuperat 2.835 quilòmetres quadrats d'Eslovàquia.

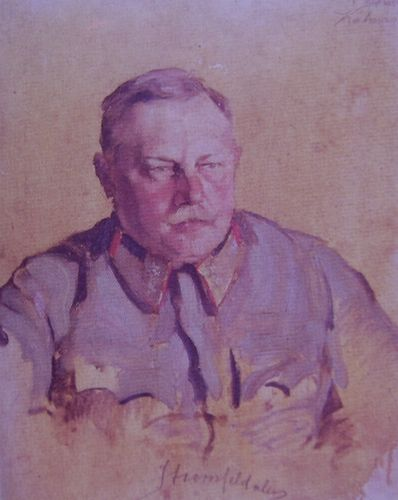
Aurel Stromfeld, va dirigir l'ofensiva contra les tropes txeques, ocupant part d'Eslovàquia.

A Košice les tropes van ser aclamades per la població, principalment pels funcionaris i els treballadors. L'endemà de la presa de la ciutat la van visitar el comandant en cap de l'exèrcit, Wilhelm Boehm, el comandant del III cos d'exèrcit i el comissari d'habitatge del govern de Budapest. Amb els intel·lectuals en presons txecoslovaques, l'administració va quedar en mans de comunistes inexperts i comunistes jueus arribats de Budapest.
Es va introduir una nova moneda que va portar a una considerable inflació i a la reticència dels camperols a acceptar-la per paga dels seus productes, la qual cosa va conduir al seu torn a les requisiciones, que no van bastar per evitar el començament del racionament d'aliments a mitjan juny. Molts elements no comunistes es van afiliar al partit per poder rebre racions. Es va produir una expropiació parcial de la propietat privada, on els comunistes van quedar menys afectats. Es va decretar un preu màxim per als articles que va portar a l'aparició d'un gran mercat negre. Es va limitar enormement la venda d'alcohol.
Les abundants marxes i concentracions dels primers dies van acabar per cansar a la població a les poques setmanes. Mentre, el 8 de juny de 1919 l'Exèrcit Roig va capturar Prešov. El dia 10 de juny Kun es va presentar en Košice per celebrar la recuperació de la ciutat, però no es va parlar de l'establiment d'una república eslovaca.

## Breu història
El 16 de juny de 1919, davant milers de persones, incloent representants dels socialdemòcrates txecs i eslovacs, es va proclamar la República Soviètica Eslovaca a Prešov. La seva relació amb la resta de la República Soviètica Hongaresa no va estar molt clar una setmana abans. La capital de la república es va instaurar en Košice, prop de la nova frontera hongaresa.

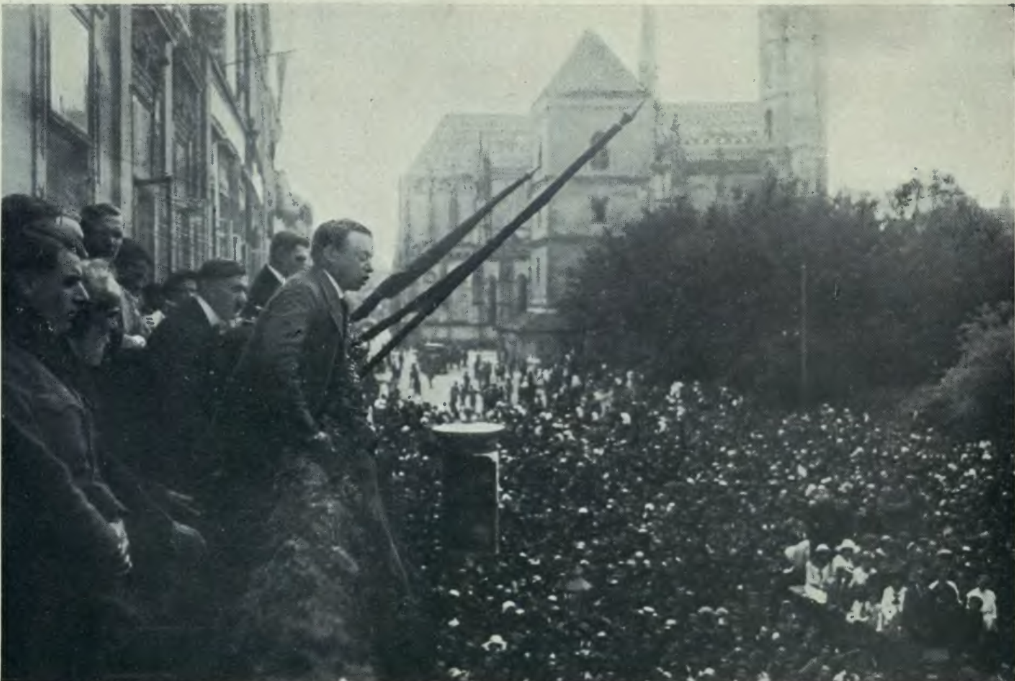
Béla Kun dirigint-se a la població en Kassa el 10 de juny de 1919. Davant l'ultimàtum francès de finals de mes, va defensar l'evacuació de la nova república, encara que això no va servir per salvar al govern soviètic hongarès ni a l'eslovac.

Es va triar un comitè executiu revolucionari provisional d'onze membres que el 20 de juny de 1919 va triar un govern revolucionari de 20 comissaris. Aquest govern aviat va nacionalitzar la indústria, la banca, els latifundis i altres propietats. Va establir la pensió de jubilació i prestacions per incapacitat. Es va establir que qualsevol treballador tindria dret a vot. Els camperols amb propietats menors de 200 acres quedaven eximits de pagar impostos i es van anul·lar els deutes anteriors. Es va començar a redactar una nova constitució.
Mentre, es procedia al reclutament de noves tropes eslovaques per a l'Exèrcit Roig. La mobilització general, no obstant això, va resultar un fracàs, havent de procedir-se al reclutament forçós, que va portar a la deserció de molts dels reclutes. Gran part de l'oficialitat de l'exèrcit la formaven antics oficials austrohúngaros, enrolats per obligació o per pragmatisme.
Es va estendre un sistema de terror basat en la violència com a base del poder comunista. A la fi de juny l'exèrcit es trobava desmoralitzat, falta de proveïments i conscient de l'hostilitat de la població eslovaca cap a ell.
Poc després, el president francès Clemenceau va presentar un ultimàtum als hongaresos perquè evacuessin el territori de la nova república txecoslovaca. Va prometre al seu torn la retirada de les tropes romaneses de territori hongarès. Kun va defensar l'acceptació, que finalment va tenir lloc, malgrat la gran oposició de part del govern revolucionari.
El 28 de juny de 1919 va començar l'evacuació, mentre una comissió nord-americana va presenciar la retirada de les últimes tropes el 4 de juliol del mateix any. El govern soviètic eslovac es va retirar al costat de l'Exèrcit Roig.
Malgrat la retirada, la república no va sobreviure a l'atac romanès contra Hongria que va acabar l'1 d'agost de 1919. Tropes eslovaques van combatre al front romanès.
La república va durar menys de tres setmanes amb control territorial, desapareixent juntament amb la República Soviètica Hongaresa l'1 d'agost de 1919. La seva creació va ser a causa d'un factor extern, la presència de l'Exèrcit Roig, i va desaparèixer amb la seva derrota. Dels seus comissaris almenys la meitat havien estat hongaresos, i la capital era una ciutat majoritàriament magiar. Mai va ser a la pràctica un estat independent, ni autònom.